# Dominik Marczuk
Dominik Marczuk (Międzyrzec Podlaski, 1 de noviembre de 2003) es un futbolista polaco que juega en la demarcación de defensa para el Real Salt Lake de la Major League Soccer.

## Selección nacional
Tras jugar en las categorías inferiores de la selección, finalmente hizo su debut con la selección de fútbol de Polonia en un partido de la Liga de Naciones de la UEFA 2024-25 contra Portugal que finalizó con un resultado de 5-1 para el combinado portugués tras los goles de Rafael Leão, Bruno Fernandes, Pedro Neto y un doblete de Cristiano Ronaldo para Portugal, y del propio Marczuk para Polonia.

## Clubes
| Club                    | País           | Año       | Partidos | Goles |
| ----------------------- | -------------- | --------- | -------- | ----- |
| Podlasie Biała Podlaska | Polonia        | 2019-2020 | 19       | 0     |
| Stal Rzeszów            | Polonia        | 2020-2023 | 61       | 6     |
| Jagiellonia Białystok   | Polonia        | 2023-2024 | 46       | 7     |
| Real Salt Lake          | Estados Unidos | 2024-     | 25       | 2     |

## Palmarés

### Títulos nacionales
| Título      | Club                  | País    | Año  |
| ----------- | --------------------- | ------- | ---- |
| Ekstraklasa | Jagiellonia Białystok | Polonia | 2024 |